# 茨木市立郡小学校
茨木市立郡小学校（いばらきしりつこおりしょうがっこう）は、大阪府茨木市にある公立小学校。

## 概要
1975年に茨木市立春日小学校から分離する形で開校した。開校と同時に、茨木市立小学校では唯一、スクールバスで送迎する重度肢体不自由児対象の特別支援学級が設置されていたが2022年度をもって廃止された。
茨木市連合運動会郡会場　会場
2024年度に創立50周年を迎えた。

## 沿革
- 1975年4月 - 茨木市立郡小学校として開校。
- 1976年3月 - 校歌制定。
- 1986年3月 - 中庭非常階段設置。
- 1987年9月 - 造園及び飼育観察池完成。
- 1988年12月 - 渡り廊下完成。
- 1989年10月 - 和室・プレイルーム完成。
- 2003年10月 - エレベーター設置。
- 2024年7月ごろ-体育館にエアコン設置。

## 校区
- 大阪府茨木市 郡1～5丁目（ただし1丁目11番7号は春日小学校）、郡山1・2丁目、上郡1・2丁目、下井町、宿川原町1番地、上穂積4丁目（6番1-101～508・2-101～506・3-101～509・8番4-101～509・5-101～510のみ）、大字上穂積

卒業生は基本的に茨木市立西中学校に進学する。